# Франк, Григорий Яковлевич
Франк Григорий Яковлевич (29 июня 1935, Ленинград — 9 августа 2009, Санкт-Петербург) — звукорежиссёр, телеведущий на Ленинградской студии телевидения (Пятый канал), профессор, академик Всемирной Академии наук, основатель и заведующий кафедрой звукорежиссуры в СПбГИКиТ. Призёр Каннского фестиваля, лауреат премии «Золотая нимфа» (Монте Карло), лауреат телефестиваля стран Балтии, «Серебряная фонограмма» фестиваля стран Скандинавии, принял участие в создании более 3000 телевизионных программ и телевизионных фильмов, большее число которых снискало признание зрителей и отмечено положительными отзывами прессы. Автор 16 изданий по различным аспектам и проблемам звукорежиссуры. Член ассоциации звукорежиссёров Скандинавии, член Всегерманской профессиональной ассоциации звукорежиссуры. Член Всемирной академии наук, искусств и культуры. Заслуженный работник культуры России.

## Биография
Франк Григорий Яковлевич родился в Ленинграде. Отец, Франк Яков Осипович, работал старшим товароведом Ленгорторга. Мать, Франк Эмма Григорьевна, сначала была педагогом младших классов, а затем работала кассиром в парикмахерской.
В 1958 году Григорий окончил Ленинградский государственный институт киноинженеров (ЛИКИ), факультет электротехники по специальности «звукотехника». Сразу после окончания университета женился на своей однокурснице, Рубинчик Маргарите Юзефовне, которая потом стала звукорежиссёром в БКЗ «Октябрьский».
С января 1958 года Григорий Франк начал работать на Ленинградской студии телевидения в качестве звукорежиссёра. За 25 лет работы в студии он принял участие в записи более 10 000 музыкальных фонограмм, постановок, фильмов, программ, признан одним лучших звукорежиссёров студии, удостоен множества премий, дипломов и медалей за свои труды. Среди его работ наиболее значительные: спектакли Товстоногова «Мститель» и «Картины», мьюзиклы «Опять премьера», «Наш адрес Советский Союз», фильмы «Бастион на Неве», «Невская Сюита», передачи «Голубой огонёк» и «Музыковедческая лаборатория», записи музыкальных композиций В. П. Соловьёва-Седова, О. Л. Лундстрема, Эдуарда Хиль, Эдиты Пьехи, группы «Аквариум» и многие другие.
В течение десяти лет работы на телевидении Григорий был закреплён за редакцией программы «Горизонт», где был не только звукорежиссёром, но и автором и ведущим передачи о джазе «Музыковедческая лаборатория». После «Музыковедческой лаборатории» у Григория Франка было множество разножанровых передач, сложнейшие живые эфиры и серьёзные драматические спектакли. Вместе с режиссёром-постановщиком Валерием Сарухановым они создали большой цикл «Хроники XX века», своеобразный портрет-документ эпохи. Это были импровизации на темы Фридриха Дюренматта, Бертольда Брехта, Макса Фриша, Уильяма Сарояна.
Параллельно с работой в студии Франк занимался образовательной деятельностью: написанием учебной литературы и проведением семинаров для коллег и лекций в СПбГИКиТ (ЛИКИ).
В 2002 году Григорий Франк основал кафедру звукорежессуры в СПбГИКИТ и был её заведующим до конца своих дней. Во время работы в университете Григорий занимался научной деятельностью, писал учебные пособия для студентов, вёл лекции. В университете он получил учёные звания «профессор» и «академик».

## Редакция «Горизонт»
В 1965—1967 годы был автором и телеведущим цикла передач о джазе «Музыковедческая лаборатория», которая шла в рамках публицистической программы «Телестанции „Горизонт“ Ленинградского телевидения». В «Горизонте» выступали молодые музыканты, устраивали поэтические вечера, проводили песенные конкурсы. Передача выходила дважды в неделю. Вещание «Горизонта» длилось в среднем два часа.
Последовательность программ была следующая: первой всегда была некая идеологическая передача. Это могли быть абсолютно разного типа сюжеты: от передовых героев до хлеба времен Блокады. Следом шла «Музыковедческая лаборатория», которую вёл Франк Григорий Яковлевич. В то время идея «Музыковедческой лаборатории» не соответствовала цензуре СССР и идеалам коммунизма, так как пропагандировала западный образ жизни, поэтому её много раз хотели закрыть. «Сегодня он играет джаз, а завтра Родину продаст!» — тогда использовались такие лозунги. Но передача пользовалась огромным успехом у молодежи и получала мешки писем со всей страны.
История передачи началась с письма, в котором просили рассказать о композиторе Дюке Эллингтоне. Тогда родилась идея, но начали с «азов». Тема первого выпуска «Музыковедческой лаборатории» рассказывала о том, что такое джаз. Сотрудники «Горизонта» помнят Григория Франка как человека исключительного, с тонким чувством, всегда готовым взяться за дело. Даже на «летучках» Григорий Франк никогда не оставался в стороне и принимал участие в обсуждениях при этом что-то постоянно фиксируя, записывая. «Человек в чёрном кожаном пиджаке со значком гамма-джаза».
«Музыковедческая лаборатория» была провокационной передачей. Не рекомендованный для прослушивания джаз считался ужасной и неприемлемой музыкой, а Григория Франка называли чуть ли не врагом народа и предателем. После почти каждой передачи разбиралось персональное дело Франка, а главному редактору грозило лишение партбилета. Но помогало заступничество композитора Андрея Петрова.
Чтобы обойти систему Григорий Франк с единомышленниками придумал такую форму: на экране куклы как бы пародировали «западный образ жизни», а в это время звучали лучшие мелодии известных музыкальных исполнителей: The Beatles, Каунта Бейси, Дюка Эллингтона, Луиса Армстронга и других.

## Работы
Во время работы в Ленинградской студии телевидения Григорий Франк участвовал в создании многочисленных фильмов, телеспектаклей, музыкальных передач и концертов.

### Фильмы
- 1964 — «Бастион на Неве» (звукорежиссёр. Фильм получил диплом на Международном фестивале телевизионных фильмов в Каннах).
- 1965 — «Невская сюита» (звукорежиссёр).
- 1965 — «Мы любим тебя Будапешт» (звукорежиссёр).
- 1966 — «Твоих оград узор чугунный» (звукорежиссёр) .
- 1966 — «88-я» (звукорежиссёр. Фильм получил диплом на смотре работ кинематографистов Москвы, Киева, Ленинграда).
- 1966 — «Друзья-соседи» (звукорежиссёр и соавтор сценария).
- 1966—1967 — «Коллекция Краутгартнера» (звукорежиссёр).
- 1967 — «Играет оркестр „Шварц-Вайс“» (звукорежиссёр).
- 1968 — «Только для тебя» (звукорежиссёр).
- 1968 — «Три интервью, взятые в Таллине» (автор сценария, режиссёр и звукорежиссёр).
- 1968—1969 — «Югославская эстрада» (звукорежиссёр).
- 1968—1969 — «Звёзды Югославии» (звукорежиссёр).
- 1968—1969 — «Чешская эстрада» (звукорежиссёр).
- 1969 — «По законам своей мечты» (соавтор сценария).
- 1969 — «Поёт Мирей Матье» (звукорежиссёр).
- 1969 — «Фас и профиль» (2-й режиссёр и звукорежиссёр).
- 1970 — «Грузинская эстрада» (звукорежиссёр).
- 1970 — «Поёт квартет „Диэло“» (звукорежиссёр).
- 1970 — «Поёт Владимир Макаров» (звукорежиссёр).

### Передачи
- «Опять премьера» (2 серии).
- «Лишний день в июле» (2 серии).
- «Слава героям труда» (5 серий).
- «От всей души» из Ленинграда для ЦТ.
- «Голубой огонёк» (6 передач).
- «В стране невыученных уроков» (2 серии).
- «Эстрадный выпуск» (2 cерии).
- «Дорогие мои мальчишки» (2 серии).
- «Голубая „Волга“» (2 серии).
- «На берегах Невы» (2 серии).
- Цикл передач «Музыковедческая лаборатория» (более 200 программ).

### Телеспектакли, оперы
«Евгений Онегин»; «Любовь к трём апельсинам»; «Молодая Гвардия»; «Кармен»; «Пиковая дама»; «Песочные часы»; «Борис Годунов»; «Царь Фёдор Иванович»; «Фердинан великолепный»; «Живитель»; «Если б я был женщиной»; «Штучный товар»; «Подкидыш»; «Песнь о купце Калашникове»; «Три истории о любви».

### Творческие встречи композиторов
А. Петрова, В. Соловьёва-Седова, Хромушина, Чернова, Прицкера, Феркельмана, Портнова, Дмитриева, Пожлакова, Колкера.

### Запись фонограмм выступлений
Э. Пьехи, Э. Хиля, М. Пахоменко, О. Лундстрема, Б. Гребенщикова.

### Трансляции мероприятий
Организовал запись трансляции концертов и торжественных мероприятий, проводимых партийными и советскими органами. В том числе трансляция Торжественно-траурной церемонии с Марсова поля (05.11.1967 г.); трансляция открытия памятника В. И. Ленину.

### Собственные постановки
«Дорогие мои мальчики»; «Песочные часы»; «Ждите у телефона»; «День без вранья»; «Штучный товар»; «Мелкий клиент»; «Дипкурьер»; «Прислуга»; «Голубая „Волга“»; «Три истории любви»; «Нос»; «Бей барабан»; «Марк Твен даёт интервью»; «Следы ведут в неолит»; «Эхо войны»; «Мститель»; «Картины»; «Диктор в кадре»; «Субмарина»; «Весёлые рассказы»; «По следам Грина»; «Воскрешение из мёртвых»; «Дикарка»; «Кузнецы грома», «Музыковедческая лаборатория».